# Ajuchitlán
Ajuchitlán è un centro abitato del Messico, situato nello stato di Guerrero, capoluogo del comune di Ajuchitlán del Progreso.